# Xã Tetonka, Quận Spink, Nam Dakota
Xã Tetonka (tiếng Anh: Tetonka Township) là một xã thuộc quận Spink, tiểu bang Nam Dakota, Hoa Kỳ. Năm 2010, dân số của xã này là 58 người.